# Fascia di Kuiper

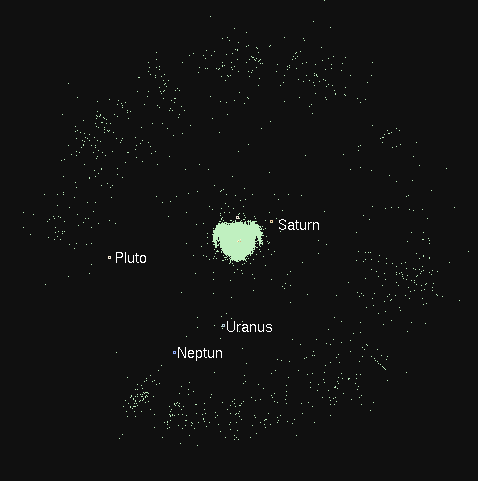
Distribuzione degli oggetti della fascia di Kuiper finora scoperti

La fascia di Kuiper (IPA: /ˈkaɪp.ə/) o fascia di Edgeworth-Kuiper (dal nome dei due astronomi Kenneth Edgeworth e Gerard Peter Kuiper) è una regione del sistema solare che si estende dall'orbita di Nettuno (alla distanza di 30 UA) fino a 50 UA dal Sole. Si tratta di una fascia costituita da corpi minori del sistema solare esterna rispetto all'orbita dei pianeti maggiori, simile alla fascia principale degli asteroidi, ma 20 volte più estesa e da 20 a 200 volte più massiccia. Inoltre, mentre la fascia principale è costituita in gran parte da asteroidi di natura rocciosa, gli oggetti della fascia di Kuiper sono composti principalmente da sostanze volatili congelate, come ammoniaca, metano e acqua.
Nella fascia sono stati scoperti oltre 1000 oggetti (Kuiper belt objects, o KBO) e si pensa che ne possano esistere oltre 100'000 con diametro superiore ai 100 km. Il più grande è Plutone e il più massiccio il pianeta nano Eris, scoperto nel 2005, anche se parte degli scienziati considerano Eris facente parte del disco diffuso piuttosto che della fascia di Kuiper. A partire dall'anno 2000 sono stati trovati altri oggetti di dimensioni ragguardevoli: 50000 Quaoar, scoperto nel 2002, grande la metà di Plutone e più grande di Cerere, il maggiore degli asteroidi tradizionali. L'esatta classificazione di questi oggetti non è chiara, perché probabilmente sono molto differenti dagli asteroidi più interni. Alcuni satelliti dei pianeti del sistema solare sembrano provenire dalla fascia di Kuiper, come Tritone, la maggiore delle lune di Nettuno, e la luna saturniana Febe.
La maggior parte dei KBO, come si è visto usando la spettroscopia, sono costituiti da ghiaccio e hanno la stessa composizione chimica delle comete e così come nelle comete è evidente la presenza di composti organici. Molti astronomi hanno pensato che siano appunto comete periodiche con periodo orbitale inferiore ai 200 anni che, non avvicinandosi mai al Sole, non emettono la loro coda. Tuttavia a metà anni novanta si è dimostrato che la fascia di Kuiper è dinamicamente stabile e che il vero luogo di origine delle comete sia nel disco diffuso, una zona dinamicamente attiva creatasi dallo spostamento verso l'esterno di Nettuno, 4,5 miliardi anni fa.

## Storia
I primi astronomi a suggerire l'esistenza di questa fascia furono nel 1930 Frederick C. Leonard e Armin Otto Leuschner, che suggerirono che Plutone fosse solo uno dei tanti oggetti planetari a lungo periodo non ancora scoperti. Kenneth E. Edgeworth nel 1943 suggerì che quello spazio oltre Nettuno doveva essere formato da numerosi piccoli corpi che non si condensarono in pianeti durante la formazione del sistema solare perché a quella distanza erano troppo separati.
Nel 1951 Gerard Peter Kuiper ipotizzò che la fascia fosse presente all'epoca della formazione del sistema solare, ma che ora fosse scomparsa. Congetture più dettagliate furono esposte da Al G. W. Cameron nel 1962, da Fred Lawrence Whipple nel 1964, e da Julio Ángel Fernández nel 1980. La fascia e gli oggetti in essa contenuti furono chiamati col nome di Kuiper dopo la scoperta di 1992 QB1, il primo oggetto conosciuto.

### Nome

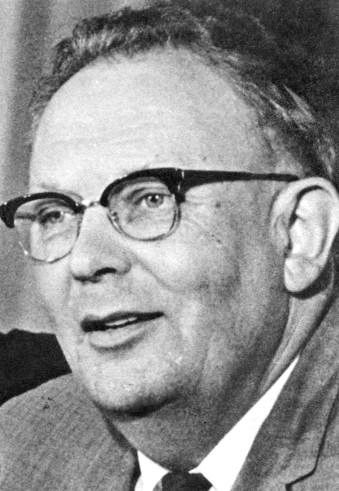
Gerard Kuiper

Gli astronomi a volte usano il nome alternativo "fascia di Edgeworth-Kuiper" e talvolta i KBO sono indicati come EKOs. Tuttavia Brian Marsden sostenne che il merito non sarebbe da attribuire né a Edgeworth né a Kuiper, perché nessuno dei due ha scritto qualcosa di paragonabile a ciò che si osserva, dando maggior credito a Fred Whipple. Invece David Jewitt afferma che Fernández meriterebbe il maggior credito per la previsione sulla fascia di Kuiper nel 1980, pubblicata su Monthly Notices of the Royal Astronomical Society.
I KBO sono a volte chiamati in inglese "Kuiperoids", nome suggerito da Clyde Tombaugh, mentre gli oggetti classici della Fascia sono chiamati cubewani. Il termine oggetto transnettuniano (TNO) è meno controverso e accettato da vari astronomi, nonostante non sia un sinonimo esatto: il termine TNO indica tutti gli oggetti in orbita attorno al Sole oltre l'orbita di Nettuno, non solo quelli nella fascia di Kuiper.

## Formazione
Le origini e la struttura della fascia di Kuiper non sono state completamente chiarite e il completamento di alcuni telescopi a grande campo, come il Pan-STARRS e il LSST, dovrebbe consentire l'individuazione di altri KBO sconosciuti che potrebbero dare un quadro più chiaro su questa zona interna al sistema solare.
La fascia di Kuiper è formata da planetesimi, frammenti del disco protoplanetario attorno al Sole che miliardi di anni fa non riuscì a fondersi completamente per formare pianeti veri e propri, rimanendo corpi di piccole dimensioni, con i più grandi che hanno un diametro inferiore ai 3000 km.
Simulazioni al computer hanno mostrato che la fascia di Kuiper è stata fortemente influenzata da Giove e Nettuno, suggerendo inoltre che né Urano, né Nettuno si siano formati nelle loro attuali posizioni poiché non esisteva materia sufficiente in quella zona di spazio per la formazione di pianeti giganti, suggerendo invece che si siano formati molto più vicino a Giove. Ben presto la vicinanza ai più massicci Giove e Saturno provocò la migrazione di Urano e Nettuno verso l'esterno del sistema solare, a causa dello scattering gravitazionale provocato dai due pianeti più massicci, le cui orbite si spostarono al punto da essere in risonanza 2:1 tra loro. Lo spostamento di Nettuno verso l'esterno causò il caos e la dispersione di molti oggetti della fascia di Kuiper. Si pensa che la popolazione primordiale della Fascia di Kuiper sia stata ridotta del 99% a causa delle interazioni gravitazionali primordiali, spostando le orbite dei piccoli oggetti rimasti verso l'esterno.
Tuttavia il modello di Nizza, il modello più popolare tra la comunità scientifica a proposito delle dinamiche del sistema solare, non riesce ancora a spiegare la distribuzione degli oggetti della Fascia di Kuiper poiché prevede eccentricità più elevate rispetto a quelle osservate da una parte dei KBO conosciuti, in particolare degli oggetti della "popolazione fredda", che si sarebbero formati nella stessa zona dove attualmente si trovano, al contrario della popolazione calda, migrata all'esterno a causa delle interazioni avute coi giganti gassosi.
Secondo uno studio di Rodney Gomes del 2012, nella fascia dovrebbero trovarsi anche oggetti di massa considerevole, paragonabili a Marte o alla Terra, per spiegare le orbite allungate di alcuni KBO. Sebbene alcuni astronomi abbiano supportato Gomes, altri come il planetogo Harold Levison nutrono seri dubbi sull'ipotesi di Gomes e sulla possibilità che un corpo di dimensioni minori di Nettuno possa influenzare le orbite degli oggetti della Fascia di Kuiper.

## Struttura
Comprendendo le sue regioni periferiche, la fascia di Kuiper si estende da 30 a 55 UA circa dal Sole, tuttavia talvolta viene considerata estendersi solo nella parte di spazio ove gli oggetti sono in risonanza orbitale 2:3 con Nettuno, cioè a 39,5 UA, e fino a 48 UA, dove gli oggetti hanno invece una risonanza 1:2 col pianeta gigante. La fascia di Kuiper è piuttosto spessa; la principale concentrazione di oggetti si estende fino a dieci gradi fuori dal piano dell'eclittica, sebbene oggetti siano presenti anche molto più lontano dall'eclittica. La forma della fascia di Kuiper è quindi più simile a quella di un toro o di una ciambella, piuttosto che a quella di una cintura.
La presenza di Nettuno ha un profondo effetto sulla struttura della fascia di Kuiper a causa delle risonanze orbitali. Nel corso di un lasso di tempo paragonabile all'età del sistema solare, la gravità di Nettuno destabilizza le orbite degli oggetti che vengono a trovarsi in alcune regioni, mandandoli nel sistema solare interno, oppure spingendoli all'esterno, verso il disco diffuso o nello spazio interstellare. L'influenza gravitazionale di Nettuno fa sì che siano presenti lacune pronunciate nella struttura attuale della fascia, simili alle lacune di Kirkwood nella fascia degli asteroidi. Nella regione compresa tra 40 e 42 UA, per esempio, nessun oggetto può mantenere un'orbita stabile su scale temporali di miliardi di anni, quindi gli oggetti osservati in quella regione sono evidentemente migrati in tempi recenti.

### KBO classici

Le orbite e le risonanze dei diversi gruppi degli oggetti della Fascia di Kuiper

Tra le due zone con diversa risonanza con Nettuno (2:3 e 1:2), da 42 a 48 UA circa dal Sole, l'influenza gravitazionale di Nettuno è trascurabile, e gli oggetti possono mantenere le loro orbite invariate nel tempo. Questa regione è conosciuta come la fascia di Kuiper classica, e i suoi membri comprendono circa i due terzi dei KBO osservati fino a oggi. (15760) 1992 QB1, il primo KBO moderno scoperto, Plutone e Caronte a parte, è considerato il prototipo di questo gruppo e da esso deriva il termine cubewani, termine che indica appunto i KBO classici e che è la traduzione fonetica della sigla inglese "QB1-os" (cubewanos). Secondo una linea guida della IAU il nome da dare ai KBO classici è quello di esseri mitologici associati alla creazione.
La fascia di Kuiper classica sembra essere composta da due diverse popolazioni. La prima, nota come popolazione "dinamicamente fredda", è composta da oggetti con orbite molto simili a quelle dei pianeti, ossia quasi circolari, con una eccentricità orbitale inferiore a 0,1, e inclinazioni orbitali non superiori a 10°. La seconda, la popolazione "dinamicamente calda", ha orbite molto più inclinate rispetto all'eclittica, fino a 30°. Le due popolazioni sono state nominate in questo modo non per una differenza di temperatura, ma per l'analogia con le particelle di un gas, che aumentano la loro velocità relativa con la temperatura. Le due popolazioni non solo possiedono orbite diverse, ma diversi colori; la popolazione fredda è decisamente più rossa rispetto alla calda. Se il colore riflette diverse composizioni, indicherebbe che esse si siano formate in diverse regioni. Si ritiene che la popolazione calda si sia formata nei pressi di Giove e sia stata espulsa dai movimenti e dalle interazioni gravitazionali dei giganti gassosi. Inoltre si ritiene che la popolazione fredda si sia formata più o meno nella posizione attuale, anche se potrebbe essere stata scagliata verso l'esterno successivamente, durante la migrazione di Nettuno.

### KBO risonanti

Distribuzione degli oggetti della fascia di Kuiper: in blu i cubewani, in rosso i plutini e in grigio gli oggetti del disco diffuso (SDO). Sono indicate inclinazione orbitale e semiasse maggiore, mentre i cerchi rappresentano le dimensioni relative degli oggetti.

Quando il periodo orbitale di un oggetto è un rapporto intero esatto (con intero piccolo) del periodo orbitale di Nettuno l'oggetto è sincronizzato col pianeta e si trova in risonanza orbitale. Se un oggetto compie due orbite attorno al Sole nello stesso tempo in cui Nettuno ne compie tre, allora l'oggetto è in risonanza 2:3 con Nettuno. La caratteristica di questi oggetti è di avere un semiasse maggiore di circa 39,4 UA e di questo tipo ne sono conosciuti circa 200, tra cui Plutone e le sue lune, prototipo dei membri di questa classe noti come plutini. I Plutini hanno elevate eccentricità orbitali, suggerendo che essi non hanno avuto origine nelle loro posizioni attuali, ma sono stati scagliati verso il sistema solare esterno dalla migrazione di Nettuno. Le linee guida della IAU impongono che tutti i Plutini debbano, come Plutone, essere nominati a divinità associate al mondo sotterraneo.
La zona con risonanza orbitale 1:2, i cui oggetti completano un'orbita mentre Nettuno ne compie due e hanno semiassi maggiori di ~ 47,7 UA, è scarsamente popolata. I membri di questa classe sono noti come twotini. Esistono altre risonanza, con rapporti 3:4, 3:5, 4:7 e 2:5. Nettuno possiede anche un certo numero di asteroidi troiani che occupano i suoi punti lagrangiani L4 e L5; questi sono spesso in risonanza 1:1 con Nettuno e hanno orbite generalmente stabili.
Non ci sono oggetti con semiassi maggiori di 39 UA. Questo fenomeno non può essere spiegato dalle risonanze attuali. L'ipotesi comunemente accettata è che la zona fu attraversata da aree di risonanza orbitale instabili durante la migrazione di Nettuno - trattandosi di aree di influenza gravitazionale, a seguito di masse in movimento, anche le aree di risonanza modificano la propria posizione nello spazio - e che tutti gli oggetti al suo interno ne furono quindi espulsi.

### Scogliera di Kuiper

Istogramma del numero degli oggetti della fascia di Kuiper in relazione al loro semiasse maggiore

La distribuzione degli oggetti secondo la distanza dal Sole mostra una brusca interruzione a 48 UA, dove sono presenti i twotini. Oltre, alla distanza di 55 UA, si trovano alcuni oggetti con risonanza 2:5. Le stime della massa primordiale necessaria per formare Urano e Nettuno, così come corpi grandi come Plutone, suggerivano che il numero di oggetti di grandi dimensioni dovesse aumentare di un fattore due oltre le 50 UA, quindi aver osservato una scarsa presenza di oggetti oltre questa precisa distanza, conosciuta come "scogliera di Kuiper", è stato un risultato inatteso e la causa non è ancora nota al momento.
Una possibile spiegazione è che il materiale presente a quella distanza fosse troppo scarso o troppo diffuso perché si potessero formare oggetti di grandi dimensioni. Secondo alcuni astronomi, come Alan Stern e Patryk Lykawka, la causa potrebbe essere l'interazione gravitazionale di un oggetto di massa planetaria ancora sconosciuto, della dimensione di Marte o della Terra. Un'ipotesi simile è stata suggerita nel 2012 dall'astronomo brasiliano Rodney Gomes, che oltre a prevedere un oggetto delle dimensioni di Marte a 53 UA, aggiunge che il pianeta sconosciuto potrebbe avere le dimensioni di Nettuno ed essere posto a 1500 UA dal Sole. Mentre alcuni scienziati hanno sostenuto questi studi con cautela, altri hanno liquidato l'ipotesi senza mezzi termini.

## Composizione

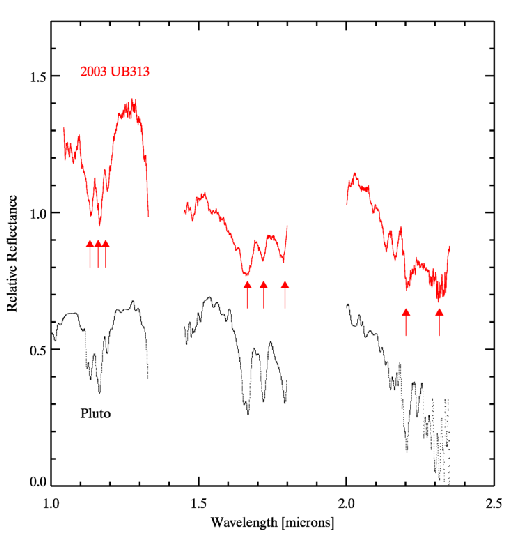
Gli spettri all'infrarosso di Eris e Plutone: in entrambi sono visibili le linee d'assorbimento del metano.

Gli oggetti della fascia di Kuiper sono essenzialmente costituiti da ghiacci, composti generalmente da una miscela di idrocarburi leggeri come il metano, ammoniaca e ghiaccio d'acqua, una composizione simile a quella delle comete, con una densità minore di 1 g cm−3. la temperatura della fascia è di appena 50 K, così che diversi composti che sarebbero di natura gassosa se più vicini al Sole rimangono solidi.
A causa delle loro piccole dimensioni e della grande distanza dalla Terra, la composizione chimica dei KBO è molto difficile da determinare. Il metodo principale con cui gli astronomi determinano la composizione di un oggetto celeste è la spettroscopia. Quando la luce di un oggetto viene suddivisa nelle sue componenti, si forma un'immagine simile a quella di un arcobaleno. Diverse sostanze assorbono la luce a diverse lunghezze d'onda e quando viene osservato un oggetto specifico appaiono delle linee scure, chiamate righe di assorbimento, uniche per ogni elemento o composto; ciò consente agli astronomi di determinarne la composizione chimica dell'oggetto.
Inizialmente era impossibile analizzare dettagliatamente i KBO ed era possibile solo rilevare il colore e gli elementi più semplici presenti in essi. I primi dati mostrarono comunque una vasta gamma di colori tra i KBO osservati, dal grigio neutro al profondo rosso, suggerendo che le loro superfici fossero costituite da una vasta gamma di composti, che andavano dai ghiacci sporchi agli idrocarburi. Questa diversità fu in un certo senso sorprendente poiché ci si aspettava che i KBO fossero uniformemente scuri, avendo perso la maggior parte degli elementi volatili a causa del bombardamento dei raggi cosmici. Furono proposte diverse soluzioni a questa diversità, tra cui il rimodellamento della superficie dovuto a impatti o alla fuoriuscita di gas interni. Tuttavia analisi spettroscopiche compiute da Jewitt e Luu nel 2001 sugli oggetti della fascia di Kuiper rivelarono che la variazione di colore era troppo estrema per essere facilmente spiegata con impatti casuali.
Nonostante la difficoltà dell'analisi spettrale dovuta alla loro scarsa luminosità, Robert H. Brown et al. nel 1996 indicarono che, tramite analisi compiute sull'oggetto 1993 SC, la composizione superficiale dei KBO era generalmente simile a quella di Plutone e Tritone, la luna di Nettuno, entrambi in possesso di grandi quantità di ghiaccio di metano.
Il ghiaccio d'acqua è stato rilevato in diversi KBO, tra cui 1996 TO66, 38628 Huya e 20000 Varuna. Nel 2004, Mike Brown et al. determinarono l'esistenza di acqua ghiacciata cristallina e d'idrato di ammoniaca su uno dei più grandi KBO noti, 50000 Quaoar. Entrambe queste sostanze sarebbero state distrutte nel corso della lunga vita del sistema solare, suggerendo che Quaoar sia stato recentemente rimodellato da un'attività tettonica interna o da impatti di meteoriti.

## Dimensioni
Nonostante la sua vasta estensione, la massa totale della fascia di Kuiper è relativamente bassa, compresa tra 1/25 e 1/10 della massa della Terra, con alcune stime che arrivano a calcolarla pari solo a un trentesimo di quella terrestre. Tuttavia i modelli di formazione del sistema solare prevedono una massa totale della fascia di Kuiper pari a 30 masse terrestri; questa teoria difficilmente può essere sconfessata in quanto solo con questa massa mancante si sarebbero potuti formare i KBO con diametro superiore ai 100 km. Se la densità della fascia di Kuiper fosse stata sempre così bassa gli oggetti di grandi dimensioni non si sarebbero potuti formare. Inoltre l'eccentricità e l'inclinazione delle orbite attuali renderebbero gli impatti piuttosto "violenti" con la conseguente distruzione degli oggetti piuttosto che un accrescimento degli stessi. Sembra che i membri della fascia di Kuiper si siano formati più vicino al Sole oppure che qualche meccanismo sconosciuto abbia disperso la massa originale. L'influenza attuale di Nettuno è troppo debole per spiegare un eventuale effetto "aspirapolvere", anche se il modello di Nizza suggerisce che avrebbe potuto essere la causa della rimozione di massa in passato. La questione rimane aperta tra la comunità scientifica: una teoria proposta prevede uno scenario dove una stella di passaggio disgrega gli oggetti più piccoli in polvere e poi sia colpita e distrutta dalla radiazione solare.
È difficile stimare il diametro degli oggetti della fascia di Kuiper e come previsto dal modello solo pochi oggetti hanno dimensioni relativamente grandi. Per quelli di cui sono conosciuti gli elementi orbitali, ad esempio Plutone e Caronte, è possibile conoscere con precisione i diametri tramite le occultazioni delle stelle.
Per altri KBO di grandi dimensioni, il diametro può essere stimato da misure termiche nell'infrarosso. Se un corpo ha un'elevata albedo è probabilmente freddo, quindi non produce molta radiazione nell'infrarosso; al contrario, un corpo dall'albedo ridotta produce più radiazione infrarossa. Gli oggetti della fascia di Kuiper sono così lontani dal Sole da essere molto freddi e producono una radiazione con lunghezze d'onda che vanno dai 60 ai 160 micrometri. Questa radiazione è assorbita dall'atmosfera terrestre e gli astronomi devono quindi osservare la radiazione residua nel lontano infrarosso e il diametro stimato è affetto da una grossa incertezza. Inoltre la radiazione emessa è molto debole e solo i corpi più grandi possono essere osservati con questo metodo.
I più grandi KBO conosciuti sono:
| Numero         | Nome       | Diametro equatoriale (km) | Albedo       | Distanza media dal Sole (UA) | Data della scoperta | Scopritore                              | Metodo usato per la misura del diametro |
| -------------- | ---------- | ------------------------- | ------------ | ---------------------------- | ------------------- | --------------------------------------- | --------------------------------------- |
| 134340         | Plutone    | 2306 ± 20                 | 0,575        | 39,4                         | 1930                | Clyde Tombaugh                          | occultazione                            |
| 136472         | Makemake   | 1800 ± 200                | 0,8 ± 0,2    | 45,7                         | 2005                | C. Trujillo, M. Brown, D. Rabinowitz    | albedo stimata                          |
| 136108         | Haumea     | ~1500                     | ~0,6         | 43,3                         | 2005                | C. Trujillo, M. Brown, D. Rabinowitz    | albedo stimata                          |
| 90482          | Orcus      | ~1500                     | ~0,1 stimato | 39,4                         | 2004                | C. Trujillo, M. Brown, D. Rabinowitz    | albedo stimata                          |
| 50000          | Quaoar     | 1260 ± 190                | 0,10 ± 0,03  | 43,25                        | 2002                | C. Trujillo, M. Brown, D. Rabinowitz    | misura del disco                        |
| 134340 Pluto I | Caronte    | 1207 ± 3                  | 0,4          | 39,4                         | 1978                | James Christy                           | occultazione                            |
| 28978          | Issione    | 1065 ± 165                | 0,25-0,50    | 39,39                        | 2001                | Deep Ecliptic Survey                    | termico                                 |
| 55636          | 2002 TX300 | ~965                      | >0,19        | 43,19                        | 2002                | NEAT                                    | albedo stimata                          |
| 55637          | 2002 UX25  | ~910                      | 0,08?        | 42,71                        | 2002                | Spacewatch                              | albedo stimata                          |
| 20000          | Varuna     | 600 ± 150                 | 0,12-0,30    | 43,23                        | 2000                | R. S. McMillan                          | termico                                 |
| 55565          | Aya        | 700 ± 50                  | 0,14-0,20    | 47,52                        | 2002                | Brown, E. Helin, S. Pravdo, K. Lawrence | termico                                 |

## Oggetti del disco diffuso

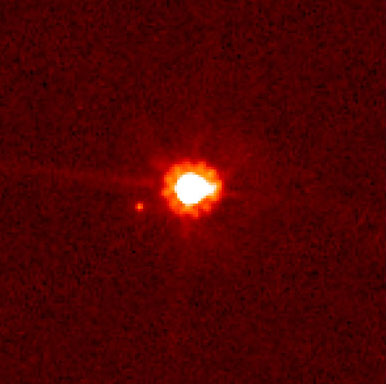
Eris, il più grande oggetto del disco diffuso conosciuto e il suo satellite Disnomia

Il disco diffuso è una regione scarsamente popolata, la cui parte più interna si sovrappone alla Fascia di Kuiper, e che si estende fino a 100 UA dal Sole e oltre. Gli oggetti percorrono orbite molto ellittiche e spesso molto inclinate rispetto all'eclittica. La maggior parte dei modelli sulla formazione del sistema solare mostra che sia i KBO sia gli oggetti del disco facevano parte di una cintura di comete primordiali e che le successive interazioni gravitazionali, in particolare con Nettuno, spedirono questi oggetti verso l'esterno, alcuni in orbite stabili (i KBO) e altri in orbite instabili, andando a costituire il disco diffuso. A causa dell'instabilità delle orbite, si pensa che il disco diffuso sia il punto di origine di molte comete di corto periodo. Le loro orbite instabili di tanto in tanto portano nel sistema solare interno oggetti ghiacciati che diventano prima centauri, e poi comete di corto periodo.
Secondo il Minor Planet Center, che cataloga ufficialmente tutti gli oggetti transnettuniani, un KBO è un oggetto che orbita esclusivamente all'interno della Fascia di Kuiper, indipendentemente dalla sua origine e composizione. Oggetti trovati al di fuori della fascia sono classificati come oggetti del disco diffuso (SDO). Tuttavia in alcuni ambienti scientifici il termine "oggetto della fascia di Kuiper" è diventato sinonimo di qualsiasi corpo ghiacciato del sistema solare esterno che fece parte di quella classe iniziale di oggetti al di là dell'orbita di Nettuno, anche se la sua orbita durante la storia del Sistema Solare è sempre stata al di là della Fascia di Kuiper. Eris, che è noto per essere più massiccio di Plutone, viene spesso indicato come un KBO, ma tecnicamente è un SDO. Un consenso tra gli astronomi per quanto riguarda la definizione precisa della fascia di Kuiper deve ancora essere raggiunto.
Si pensa che gli stessi centauri, che normalmente non sono considerati parte della fascia di Kuiper, abbiano avuto origine nel disco diffuso e che, al contrario degli altri situati nel disco, siano migrati verso l'interno del sistema solare anziché verso l'esterno; lo stesso Minor Planet Center li classifica assieme agli SDO come oggetti del disco.

## Pianeti ipotetici della Fascia di Kuiper
Basandosi sui calcoli astronomici di Percival Lowell sulle perturbazioni orbitali di Nettuno nella zona al di là di Nettuno, alcuni ritengono vi sia un pianeta ipotetico, detto Pianeta X. In realtà queste perturbazioni, qualora fossero reali, dovrebbero essere causate da una massa molto maggiore di quella di Plutone. In seguito calcoli più precisi dimostrarono che queste perturbazioni erano solo apparenti e imputabili a un'imprecisa conoscenza della massa di Nettuno. Plutone fu scoperto per caso nel 1930 da Clyde Tombaugh.
La sonda WISE della NASA ha scandagliato l'intero cielo nel campo dei raggi infrarossi tra il 2010 e il 2011 senza trovare prove della presenza di pianeti delle dimensioni di Saturno nel raggio di 10000 UA dal Sole. Inoltre nessun pianeta più grande di Giove pare esistere entro una distanza di 26000 UA. Probabilmente nessun pianeta gigante e nessuna piccola stella sono presenti nel sistema solare esterno.
Il 20 giugno 2017 uno studio dell'Università dell'Arizona afferma di aver analizzato particolari perturbazioni nella Fascia di Kuiper paragonabili a quelle prodotte da un corpo di massa pari a quella della Terra o di Marte.

## Esplorazione

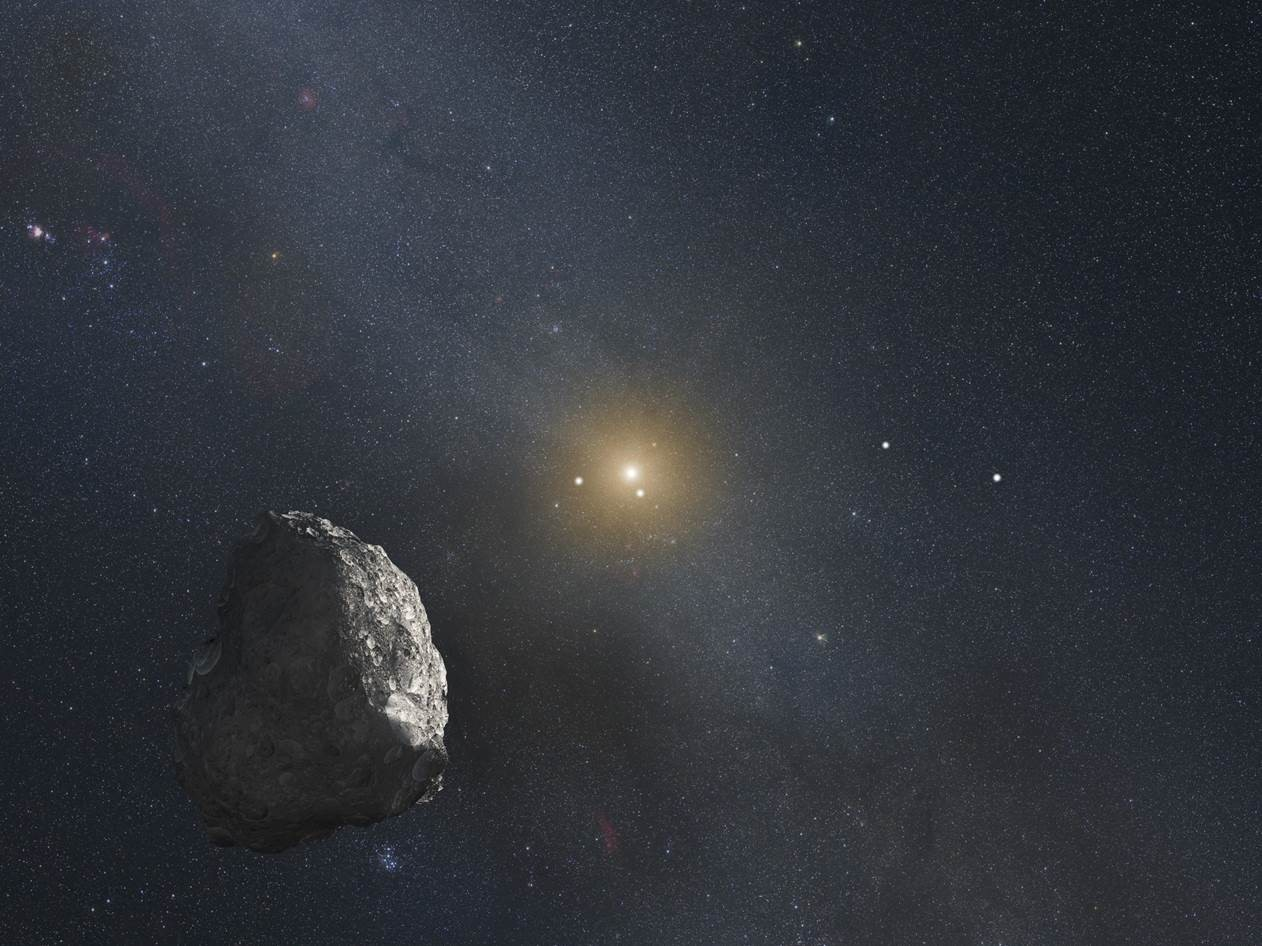
Immagine artistica di un oggetto della Fascia di Kuiper, possibile obiettivo della sonda New Horizons

Il 19 gennaio 2006 è stata lanciata la New Horizons, la prima sonda spaziale che esplorerà la fascia di Kuiper. La missione è guidata da Alan Stern del Southwest Research Institute. La sonda è arrivata nelle vicinanze di Plutone il 14 luglio 2015 e, salvo imprevisti, studierà successivamente un altro KBO. Sarà scelto un KBO con diametro compreso tra 40 e 90 km e di colore bianco o grigio in contrapposizione a Plutone, di colore rossastro. John Spencer, astronomo del team della missione New Horizons, afferma che nessun obiettivo per un incontro con un oggetto della fascia dopo l'avvicinamento a Plutone è ancora stato scelto, in quanto sono in attesa i dati dell'indagine Pan-STARRS che garantiranno il più ampio campo di opzioni possibili. Il progetto Pan-STARRS, parzialmente operativo dal maggio 2010, sorveglia l'intera volta celeste con quattro telecamere digitali da 1,4 gigapixel per individuare eventuali oggetti in movimento, dagli oggetti vicini alla Terra ai KBO. Per accelerare il processo di rilevamento, il team di New Horizons ha promosso una campagna che permette ai cittadini di partecipare alla ricerca di KBO idonei.
Il 15 ottobre 2014 la NASA ha annunciato di aver individuato diversi KBO che potrebbero costituire l'obiettivo della New Horizons

## Fasce di Kuiper extrasolari

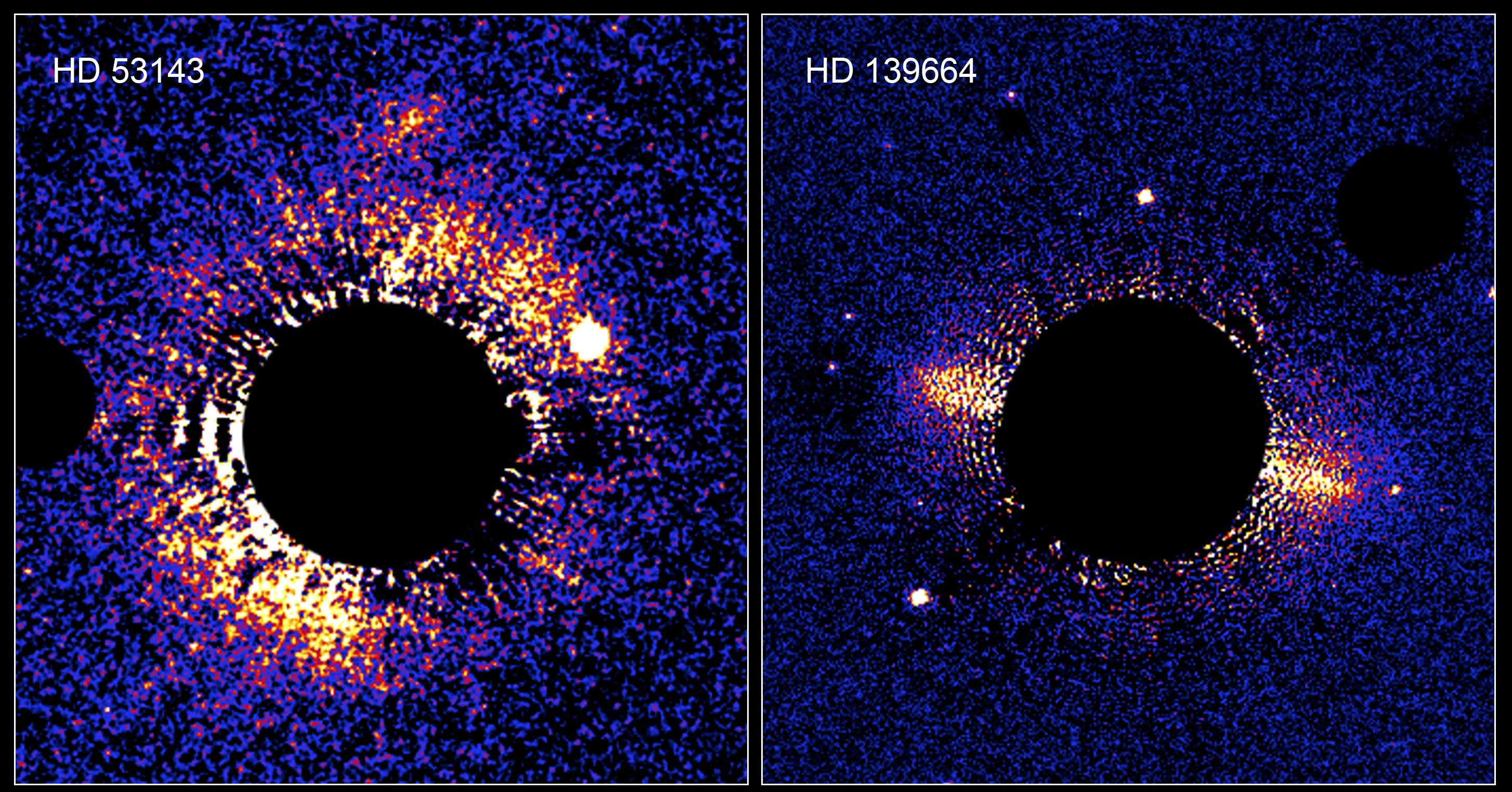
Dischi di detriti attorno alle stelle HD 139664 e HD 53143, riprese dalla Hubble's Advanced Camera for Surveys del telescopio spaziale Hubble

Fino al 2006, gli astronomi avevano risolto dischi circumstellari attorno a nove stelle che si ritiene possano essere paragonabili alla Fascia di Kuiper del sistema solare. Esse possono dividersi in due categorie: fasce estese, con raggi di oltre 50 UA, e cinture strette come la nostra fascia di Kuiper, con raggi compresi tra 20 e 30 UA e dai contorni più netti. Il 15-20 % delle stelle osservate di tipo solare mostra un eccesso nell'infrarosso che sembra indicare la presenza di massicce strutture paragonabili alla Fascia di Kuiper. La maggior parte dei dischi di detriti attorno ad altre stelle è abbastanza giovani, ma il Telescopio spaziale Hubble nel 2006 riprese l'immagine di strutture con almeno 300 milioni di anni che si pensa siano in configurazioni stabili attorno alle stelle.
La giovane stella bianca Fomalhaut è provvista di almeno due dischi circumstellari; il più interno è paragonabile alla Fascia principale del sistema solare, ma la più esterna ed estesa, situata appena al di là del pianeta scoperto nel 2008 alla distanza di circa 150 UA, pare costituita in prevalenza da oggetti ghiacciati ed è quindi paragonabile alla Fascia di Kuiper del nostro sistema solare. Come Fomalhaut anche Vega mostra due tipi diversi di strutture attorno a sé, una più interna e calda e probabilmente formata da corpi rocciosi e una più fredda paragonabile alla Fascia di Kuiper solare, anche se dimensioni maggiori.